# Stanislas Joseph François Xavier Rovère
Pour les articles homonymes, voir Rovère.
Joseph Stanislas François Xavier Alexis Rovère de Fontvielle, né le 16 juillet 1748 à Bonnieux (Vaucluse), mort le 11 septembre 1798 à Sinnamary (Guyane), est un général et homme politique de la Révolution française.
Premier député du Vaucluse à la Convention, représentant montagnard en mission à Lyon et dans le Vaucluse, député royaliste au Conseil des Anciens, il sera victime du Coup d'État du 18 fructidor an V et déporté en Guyane.
Son frère, Siméon Rovère, docteur en théologie et grand vicaire d'Apt, né et mort à Bonnieux, a été élu évêque du Vaucluse en août 1793.

## Avant la Révolution
Fils d'un aubergiste qui a réalisé une fortune assez considérable, il reçoit une instruction étendue et cherche de bonne heure à se pousser dans la société aristocratique, mais son origine roturière le gêne, et il se fait composer à Avignon une généalogie de complaisance, au moyen de laquelle il peut joindre le titre de « marquis de Fontvielle » à ceux de « seigneur de la Ramide et du Villars-lès-Gap », et se prétend descendant d'une illustre famille italienne, les della Rovere.
Il entre en service en 1772, dans la compagnie des mousquetaires du roi, et il devient capitaine commandant des gardes suisses du légat du pape à Avignon. Malgré son riche mariage, il est obligé de revendre son commandement, à cause de son train de vie dispendieux.

## Sous la Révolution
Rovère est candidat de la noblesse de Provence aux États généraux de 1789 mais n'est pas élu. Il dirige, avec Patrix et Mathieu Jouve Jourdan dit «Jourdan Coupe-Tête », les bandes qui infestent le Comtat Venaissin ; le massacre de la Glacière d'Avignon (16-17 octobre 1791) trouve en lui un audacieux apologiste, et c'est grâce à ses démarches et à son intervention auprès de l'Assemblée nationale le 28 août 1791, que les assassins doivent l'amnistie qui leur est accordée le 8 novembre, d'où son surnom de « portier de la Glacière ».

### L'Assemblée législative
Il est élu le 25 juillet 1792 à l'Assemblée législative par le district de Carpentras, ancien Comtat Venaissin rattaché alors au département de la Drôme.

### La Convention
Un peu plus d’un mois après le 7 septembre 1792, il est élu à la Convention cette fois par le district d’Avignon rattaché alors au département des Bouches-du-Rhône . Il intervient avec Agricol Moureau, nouveau procureur de la commune d'Avignon, pour obtenir la création d'un 87e département français qui porterait le nom de Vaucluse. Les deux hommes obtiennent gain de cause le 25 juin 1793 : un décret réunit les districts d'Apt, Avignon, Carpentras et Orange.  Il est affecté au nouveau département dont il devient le premier député. À la Convention, Rovère siège à la Montagne et vote la mort au procès de Louis XVI.
En mars 1793, il est envoyé comme représentant en mission, avec Basire et Legendre, à Lyon. Les trois représentants vont imposer à l’hôtel de ville Antoine-Marie Bertrand, un ami de Chalier, chassé le 18 février, dresser des listes de proscription et décider un impôt forcé de six millions  quand éclate l’insurrection du 29 mai.
Il est nommé chef de brigade le 22 mai 1793, au 14e régiment de chasseurs à cheval, et le 24 juin il est choisi comme représentant du peuple en mission dans les Bouches-du-Rhône avec Poultier. Peu après, il achète le couvent des Célestins de Sorgues, près d’Avignon . À la fin de l’année, des plaintes arrivent au Comité de salut public, l’accusant de diriger les bandes noires organisées pour le pillage des biens nationaux et de s’enrichir à l’abri de ses fonctions. Robespierre le fait rappeler.
Dès lors, son nom figure avec d’autres représentants en mission rappelés (Barras, Tallien, Fréron, Fouché, etc.) sur les listes de députés destinés à être livrés prochainement au Tribunal révolutionnaire et que font circuler dans les milieux intéressées, à la veille du 9 thermidor, les opposants à Robespierre. Il n’intervient pas dans les débats du 8 et 9 thermidor à la Convention mais, dans la nuit du 9 au 10, lorsque la Convention nomme Barras pour commander la force armée, il est l’un des sept membres qu’elle lui adjoint et il l'aide efficacement lors des opérations contre l’Hôtel de ville où s’est réfugié Robespierre.
Après le 9 thermidor, à la Convention qu’il préside du 20 janvier au 4 février 1795, il se signale avec Fréron par ses attaques, contre les Jacobins et l’ancien gouvernement révolutionnaire et vire au royalisme. Il est promu général de brigade le 13 juin 1795, à l’armée des Alpes.
Compromis dans l'Insurrection des royalistes du 13 vendémiaire an IV (5 octobre 1795), il est un moment arrêté, le 15 octobre 1795, comme l'un des promoteurs de l'insurrection.

### Le Directoire
La Convention se sépare le 26 octobre 1795. Anticipant une poussée contre-révolutionnaire aux élections, les conventionnels se sont réservés par décret les deux-tiers des sièges des nouvelles assemblées. Rovère est élu dans le nouveau tiers avec une forte majorité de royalistes et va siéger au Conseil des Anciens. Rovere est alors partisan d’une monarchie constitutionnelle, comme d’autres anciens conventionnels ayant participé à la chute de Robespierre (Boissy d’Anglas, Durand-Maillane). Il fait partie du Club de Clichy, dont les membres se réunissent rue de Clichy dans l’hôtel de Bertin.
Le 13 octobre 1796, il achète au citoyen Sade le château de La Coste, qui fait face à Bonnieux, son village natal.
Aux élections du 21 mars 1797 pour le renouvellement d’un tiers des membres des deux conseils, la poussée royaliste se confirme. Le conflit entre le Directoire et les Conseils va se résoudre par le Coup d'État du 18 fructidor an V (4 septembre 1797). 42 membres des Cinq-Cents et 11 députés des Anciens, dont Rovere, plus le Directeur Barthélemy et le Président du Conseil des Anciens, André-Daniel Laffon de Ladebat, sont déportés sans jugement.
Rovère est envoyé avec les autres détenus à Rochefort dans des chariots grillagés puis embarqués pour la Guyane. À Sinnamary, il tombe malade et demande alors à pouvoir s'installer à Cayenne. Après plusieurs refus, il est finalement autorisé à se rendre à Cayenne. Fortement affaibli et incapable de marcher, il est embarqué accompagné de l'abbé Brottier à bord d'une goélette. Pour des raisons de mauvaise mer, le bateau doit faire demi-tour pour retourner à Sinnamary où il meurt le 11 septembre 1798.
Il a épousé en secondes noces Mme d'Agoult, épouse divorcée d'un émigré. Elle s'est embarquée pour aller le rejoindre et apprend sa mort en arrivant à Cayenne. Le couple a un fils, Jules, qui devient un illusionniste assez célèbre.